# Chiesa di San Michele Arcangelo (Bassano Bresciano)
La chiesa di San Michele Arcangelo è la parrocchiale di Bassano Bresciano, in provincia e diocesi di Brescia; fa parte della zona pastorale della Bassa Centrale.

## Storia
In epoca medievale, l'antica cappella bassanese era filiale della pieve di Manerbio, dalla quale si affrancò, diventando autonoma, durante il Quattrocento.

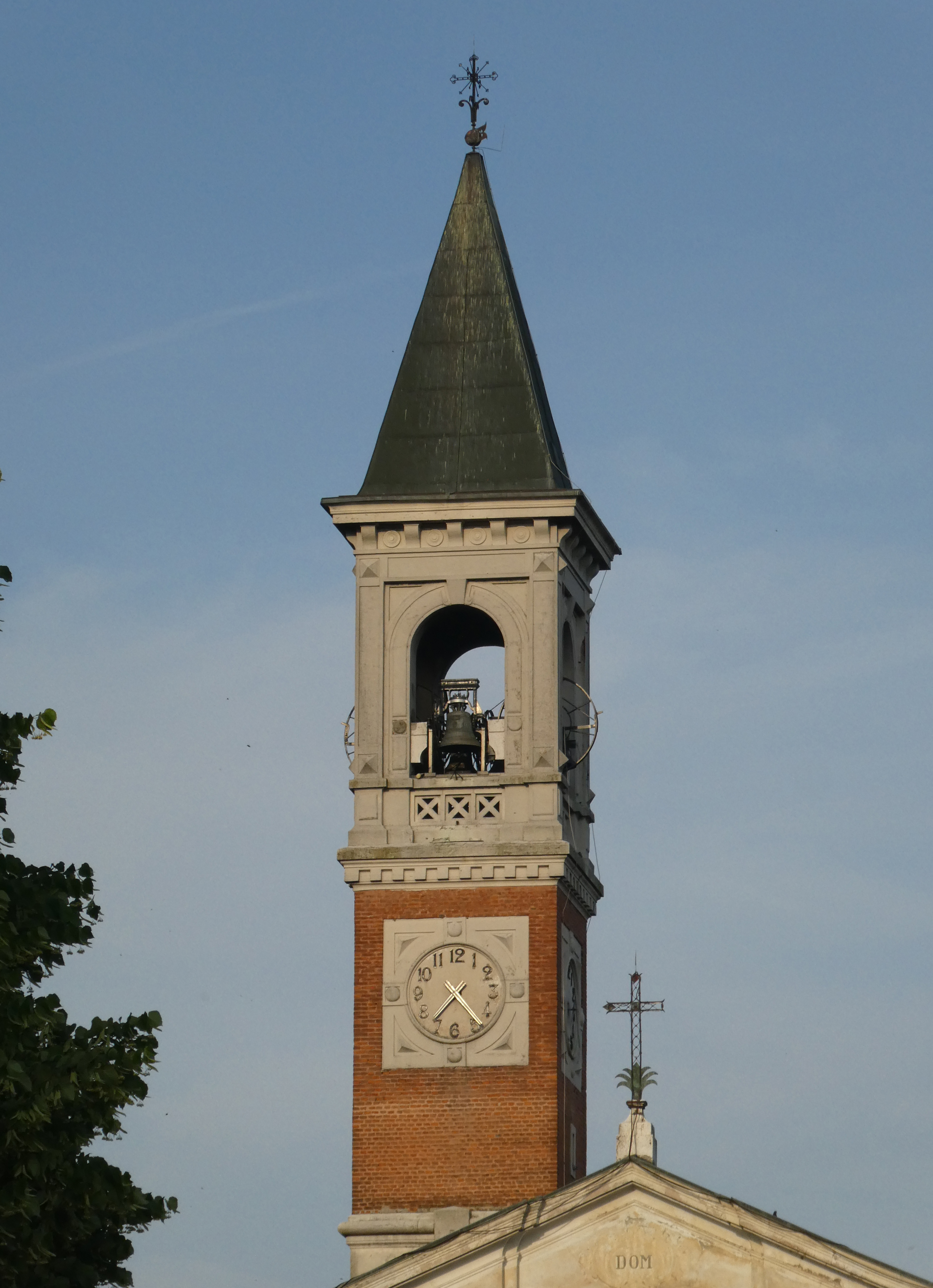
Il campanile

Tra gli anni ottanta e novanta del Cinquecento la chiesa venne interessata da un intervento di ricostruzione e di ampliamento per volere del vescovo Domenico Bollani e grazie all'azione del parroco don Giovanni Battista Negri
(Paolo Guerrini)
Fu poi dedicata l'8 maggio, ma non è stato tramandato né l'anno né il consacrante
Nella prima metà del secolo successivo la parrocchiale venne ingrandita portandola a tre navate, dotata dell'altare maggiore, opera del Carra, e abbellita con l'esecuzione delle decorazioni.
L'edificio fu oggetto di restauri sia nel Settecento che nell'Ottocento; nel 1898 venne realizzato l'organo da Diego Porro.
Tra il 1905 e il 1906 la chiesa venne allungata di alcuni metri verso la piazza antistante e nel 1928 la ditta Pedrini provvide alla ricostruzione dell'organo, sfruttando comunque le parti dello strumento preesistente.
Negli anni settanta si procedette alla realizzazione dell'adeguamento liturgico mediante l'aggiunta dell'altare rivolto verso l'assemblea e dell'ambone.
La consacrazione della chiesa venne impartita il 17 gennaio 1989 dal vescovo emerito di Brescia Luigi Morstabilini.

## Descrizione

### Esterno
La facciata della chiesa, rivolta a occidente, è suddivisa da una cornice marcapiano in due registri, entrambi scanditi da lesene con capitelli d'ordine composito: quello inferiore, leggermente più largo, presenta centralmente il portale d'ingresso architravato, mentre quello superiore è caratterizzato da una finestra a tutto sesto con balcone e coronato dal timpano di forma triangolare.
Annesso alla parrocchiale è il campanile a base quadrata, la cui cella presenta su ogni lato una monofora ed è coronato dalla guglia piramidale.

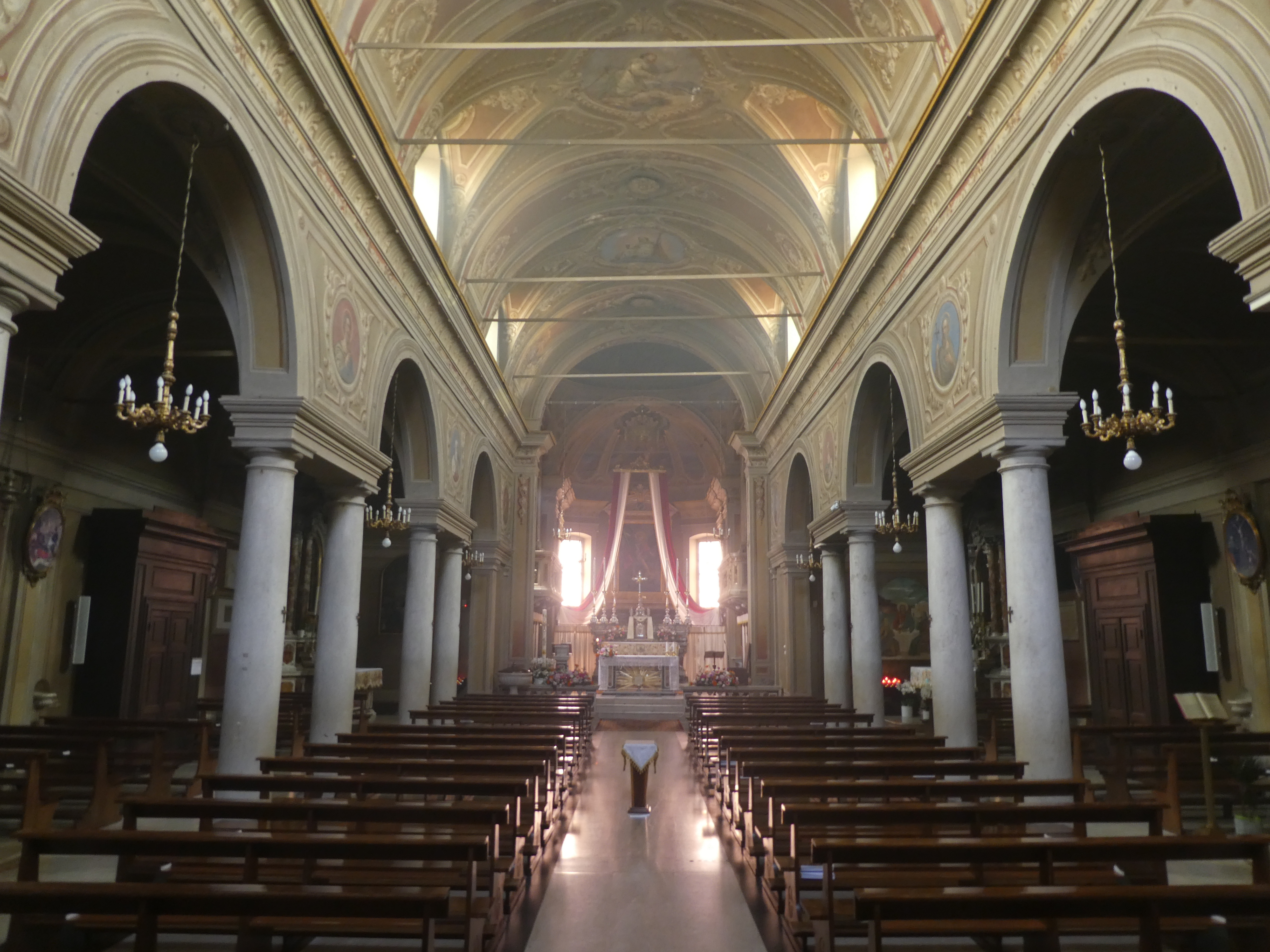
L'interno

### Interno
L'interno dell'edificio si compone di tre navate con serliane con colonne abbinate doriche e ampi archi a tutto sesto, sopra i quali corre la trabeazione modanata e aggettante su cui si imposta la volta a botte; al termine dell'aula si sviluppa il presbiterio, rialzato di alcuni gradini e chiuso dall'abside di forma poligonale, nella quale trova posto la soasa dell'altare maggiore.
Qui sono conservate diverse opere di pregio, la maggiore delle quali la statua ritraente San Rocco, intagliata da Stefano Lamberti nel 1514. Importante è anche il dipinto su tela ritrovato solo nel 1949 raffigurante l'Ultima cena di Pietro Marone, che ha rilevato dopo il restauro la lettera M e la datazione al 1593 che ne conferma l'attribuzione.